# 林肯MKZ
林肯MKZ（Lincoln MKZ）是林肯汽车一款中型轿车，2006年曾以Zephyr的名义销售，2007年开始采用现名。MKZ在福特位于墨西哥的Hermosillo冲压和装配厂生产。在2020年停产。

## 第一代（2006–2012）

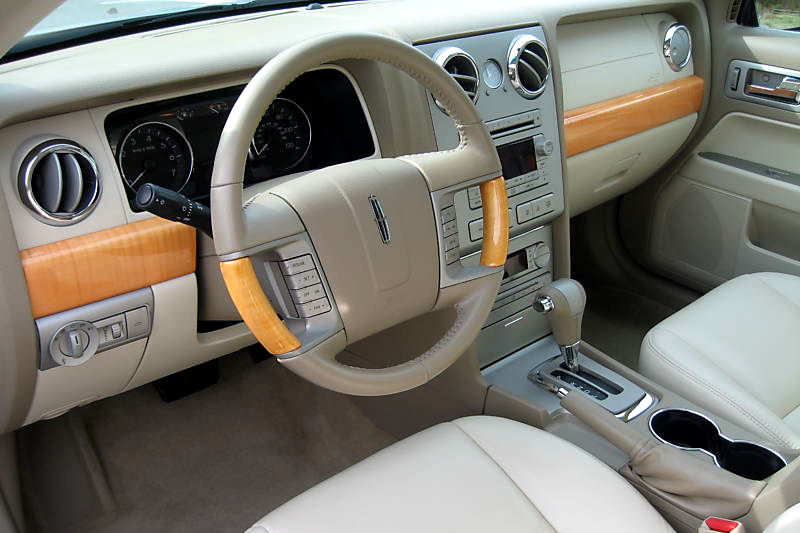
内饰

2004年，MKZ的概念车林肯Zephyr在纽约车展上面世，2005年秋宣布仍将以Zephyr之名销售这款车，取代林肯LS。2007年由于林肯公司改变汽车命名规则，像奔驰等豪车一样用字母命名，因此改名。它最初打算用的是马克-zee，但是后来决定用MKZ。2006年新车在芝加哥车展上面世。

## 第二代（2013年-）

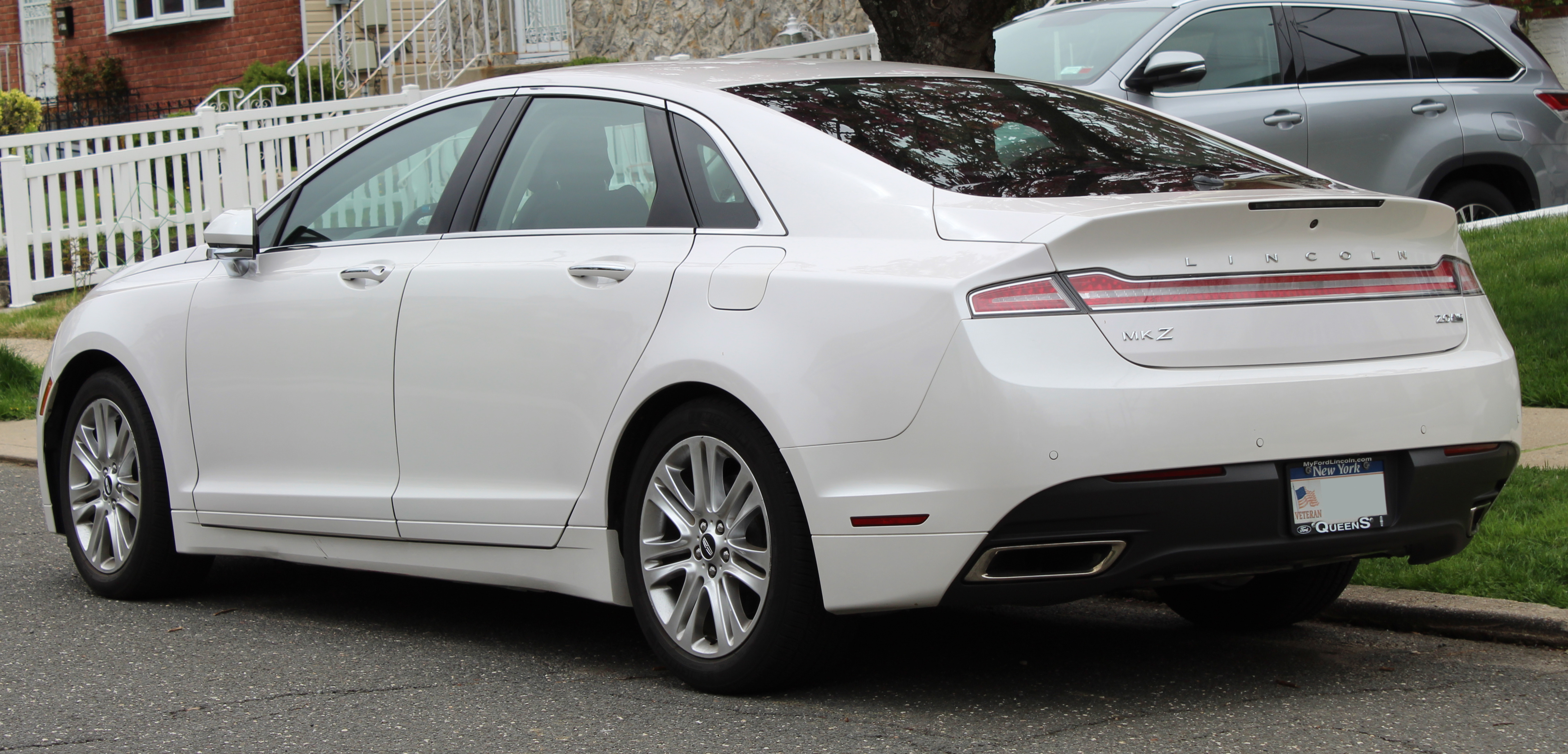
后方

第二代的概念车在2012年北美车展上面世，量产版本则在同年的纽约车展面世。2013年开始量产。